# Frank DeSimone
Frank DeSimone (Pueblo, 17 luglio 1909 – 4 agosto 1967) è stato un mafioso statunitense, leader di Cosa Nostra in California e capo della Famiglia di Los Angeles dal 1956 fino alla sua morte avvenuta nel 1967.

## Biografia
Frank DeSimone era il figlio del boss siciliano Rosario DeSimone, che fu a capo della Mickey Mouse Mafia (così venne soprannominata la mafia di Los Angeles) negli anni venti. DeSimone divenne un avvocato nel 1933 e dopo che il boss Jack Dragna morì per un attacco di cuore nel 1956, salì a capo della Famiglia. Partecipò alla famosa Riunione di Apalachin nel 1957. Morì di attacco cardiaco nel 1967.

## Nella cultura di massa
Probabilmente la figura di DeSimone ha ispirato la figura di Tom Hagen, avvocato riflessivo e consigliere di Don Corleone nel romanzo e nella successiva trilogia cinematografica del Padrino.
Frank DeSimone era lo zio di Tommy DeSimone, gangster realmente esistito e interpretato da Joe Pesci nella pellicola di Martin Scorsese Quei bravi ragazzi.